# Anthony Kim
Pour les articles homonymes, voir Kim.
Anthony Kim, né le 19 juin 1985 à Dallas, est un golfeur américain.

## Biographie
Américain d'origine coréenne, il passe professionnel après une carrière amateur qui l'a vu remporter la Walker Cup en 2005, compétition par équipe, sous les couleurs américaines.
Il fait des débuts remarqués pour sa première saison sur le circuit du PGA Tour en 2007 en terminant à quatre reprises dans le Top 10.
Il remporte son premier tournoi sur le PGA Tour l'année suivante, en 2008, lors du Wachovia Championship. Puis en juillet, il remporte un deuxième tournoi, l'AT&T National devenant également le premier américain depuis Tiger Woods à remporter deux tournois sur le PGA Tour avant d'avoir 25 ans.
En 2008, il participe à la Ryder Cup et est associé à Phil Mickelson en doubles (foursomes et quatre balles) et apporte à l'équipe américaine victorieuse par la suite (16.5 à 11.5) 2.5 points.